# Medinilla magnifica

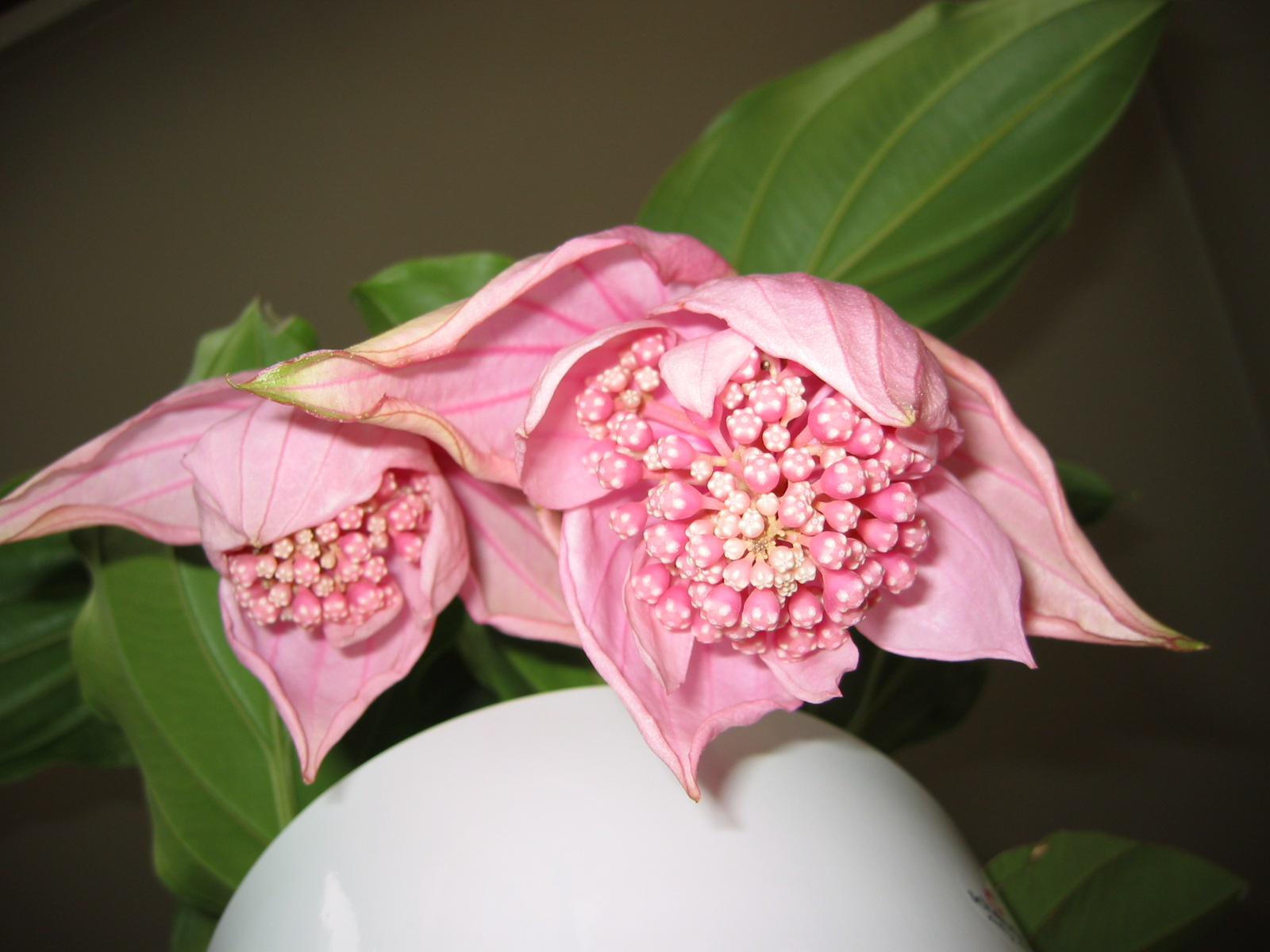
Knospende Blüten von Medinilla magnifica (von unten aufgenommen), mit petaloiden Hochblättern

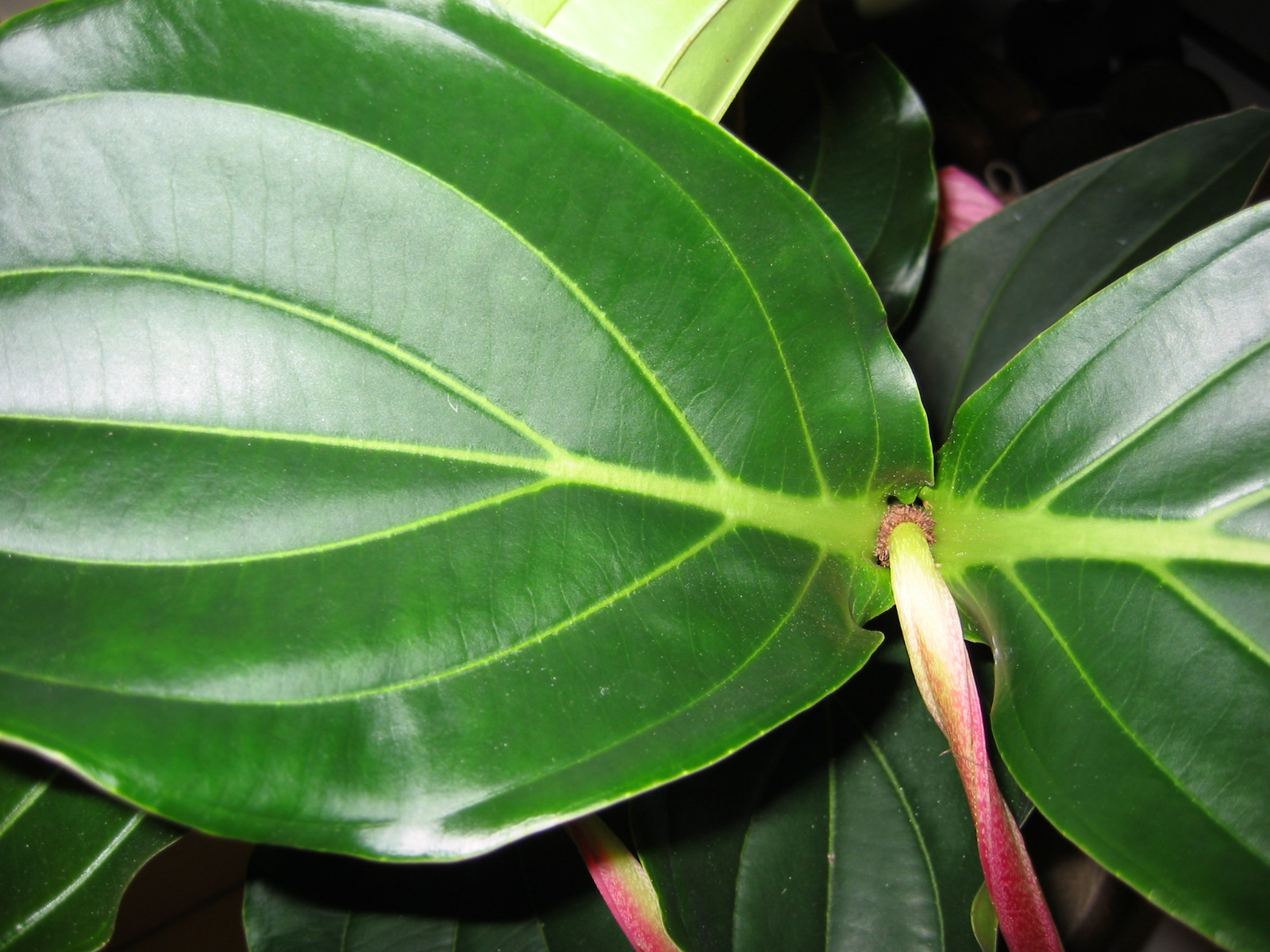
Gegenständige Blätter mit geflügeltem Stängel

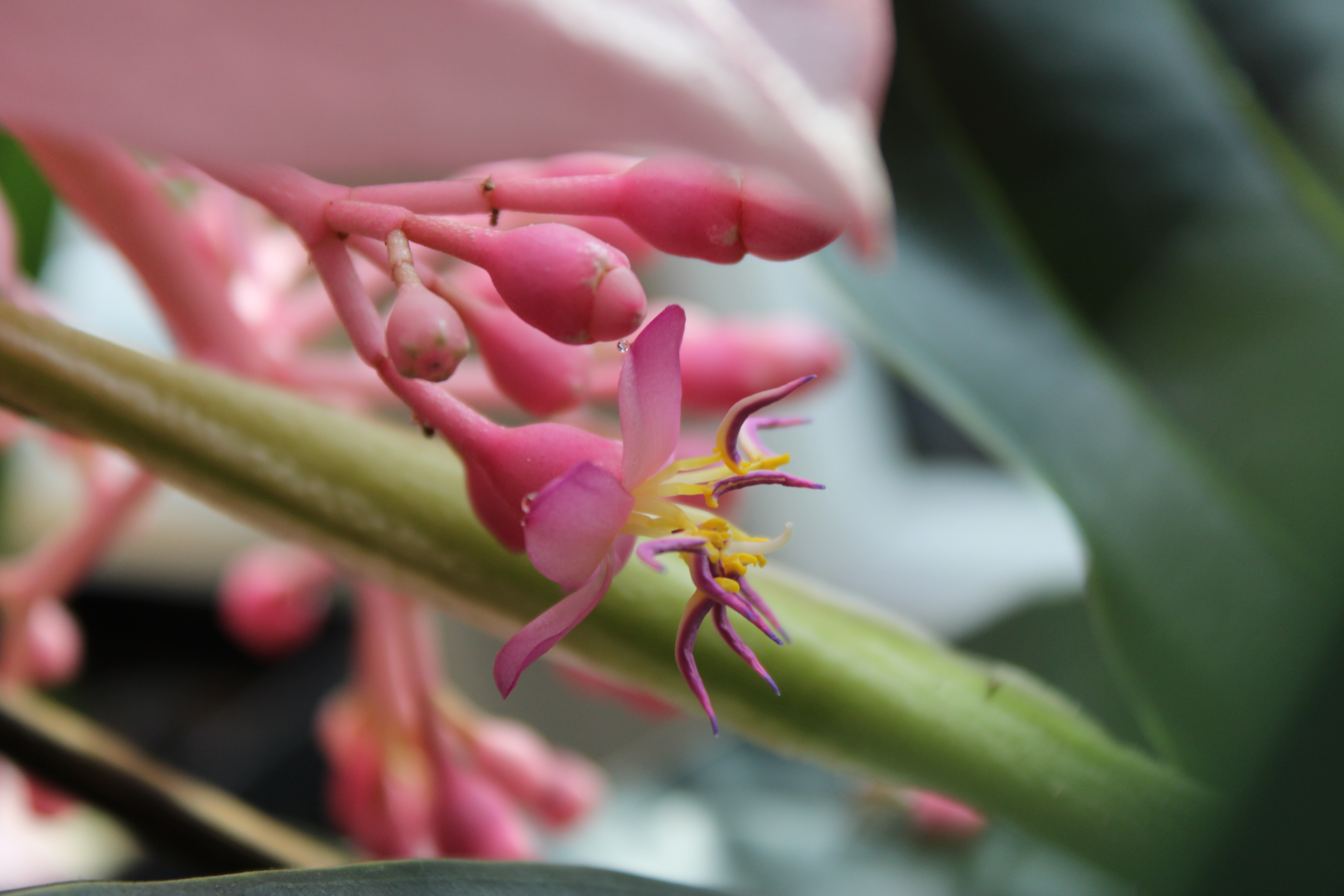
Geöffnete Einzelblüte

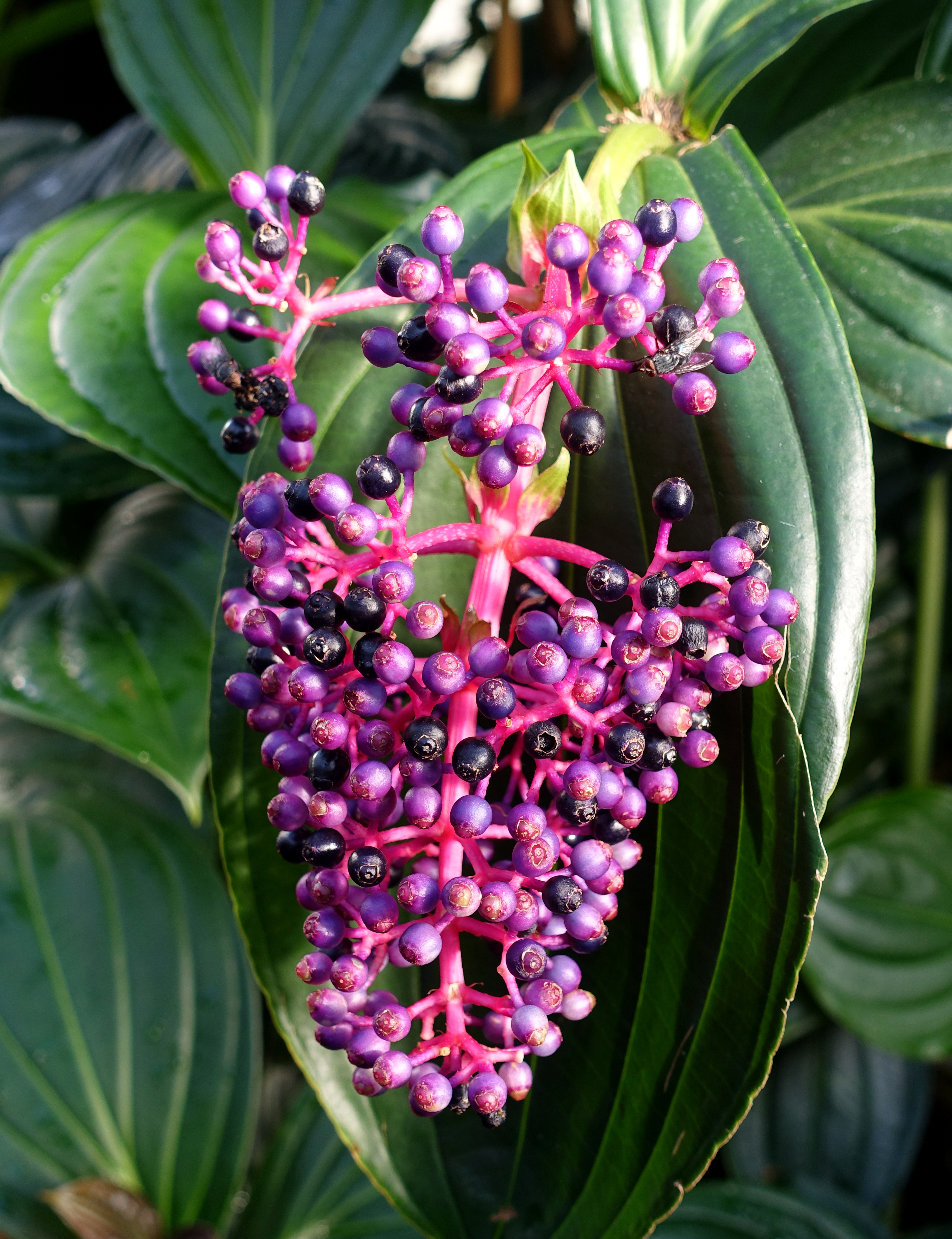
Fruchtstand

Medinilla magnifica ist eine tropische Pflanze aus der Gattung der Medinillen in der Familie der Schwarzmundgewächse (Melastomataceae). Sie zählt zu den schönsten der bisher entdeckten vielen Medinilla-Arten und lässt sich als eine der wenigen Arten als Zimmerpflanze kultivieren. Sie wurde nach dem Spanier Josè de Medinilla y Pineda benannt, der im 19. Jahrhundert Gouverneur auf der pazifischen Inselgruppe der Marianen war. Magnifica ist lateinisch und heißt „prächtig“.

## Alternative Bezeichnungen
- Auf den Philippinen: Kapa-kapa[1]
- Im englischen Sprachbereich: Chandelier tree, Showy melastome, Showy medinilla, Malaysian orchid, Malaysian orchid medinilla[2]

## Beschreibung
Unter guten Bedingungen wächst dieser immergrüne Strauch bis zu 1,5–3 m Höhe heran, er kann auch als Epiphyt wachsen. Seine Äste sind vierkantig und borkig, unterteilt durch Knoten. Die dicken Zweige sind vierflügelig.
Die gegenständigen Laubblätter sind sitzend und ledrig, kahl. Die eiförmigen bis verkehrt-eiförmigen, leicht herzförmigen, bespitzten bis spitzen, unterseits helleren Blätter sind recht groß, 30–40 cm lang und ganzrandig. Die unterseits leicht erhabene, dicke Nervatur mit einer prominenten Mittelrippe mit mehreren Nebenadern, die in einem Bogen zur Blattspitze hin verlaufen, ist hell.
Medinilla magnifica ist eine der wenigen Medinilla-Arten mit endständigen, prächtigen, hängenden, pyramidalen und rosafarbenen bis rötlichen Blütenständen mit bis über hundert Einzelblüten. Die langstieligen, attraktiven 20–40 cm langen Blütenrispen überdauern bis zu zehn Wochen. Sie besitzen vier große, petaloide und abfallende Hochblätter an den Wirteln der Rhachis im Blütenstand. Die kurz gestielten, zwittrigen Blüten sind vier- bis fünfzählig mit doppelter Blütenhülle. Der ringförmig verwachsene Kelch am kahlen Blütenbecher ist nur minimal ausgebildet. Die verkehrt-eiförmigen Kronblätter sind dachig. Es sind 8–10 kurze Staubblätter mit länglichen, gebogenen Antheren vorhanden. Der Fruchtknoten mit zylindrischem, kahlem Griffel und winziger Narbe ist unterständig.
Es werden rosafarbene bis rot-violette, später violett- oder blau-schwarze und rundliche, vielsamige, etwa 6 mm große Früchte, Beeren, im beständigen Blütenbecher mit Kelchresten gebildet (Scheinfrucht).

## Verbreitung
Ihr natürliches Vorkommen erstreckt sich über die Philippinischen Inseln Luzon, Mindanao, Mindoro, Negros und Panay.
In ihrer ursprünglichen Form ist sie eine der großartigsten blühenden Epiphyten und wird in der Landessprache Kapa-kapa genannt. Sie wächst auf den Zweigen der Bäume in den Wäldern von Flügelfruchtgewächsen zwischen 300 und 500 Metern, in den Wäldern der Vorgebirge bei 400 bis 1.000 Metern oder in den moosigen Wäldern des Wolkengürtels bis zu einer Höhe von 1.400 Metern. Sie wächst an hellen Plätzen, die jedoch nicht der unmittelbaren Sonneneinstrahlung ausgesetzt sind und wo die Luftfeuchtigkeit nie unter 50 Prozent sinkt.
S. L. Welsh berichtet 1998, dass Medinilla magnifica sowohl als epiphytischer wie auch als terrestrischer Strauch vorkommt.
In der Einschätzung philippinischer Wissenschaftler zählt sie nunmehr zu den gefährdeten Arten wegen der Waldzerstörung, die das Kronendach der Bäume aufreißt. Die Abholzung durch die lokale Bevölkerung beraubt sie der optimalen Umweltbedingungen. Es gibt aller Wahrscheinlichkeit nach mehr Individuen der Art, die im Gartenbau heranwachsen, als in der Wildnis.
Sie erscheint jedoch noch nicht in der Roten Liste gefährdeter Arten durch die World Conservation Union (Stand: April 2007).

## Nutzung
Medinilla magnifica wurde einige Jahre vor 1850 von den bedeutenden Baumschulern Veitch and Son aus Manila eingeführt und in den Treibhäusern in Exeter kultiviert. Sie wurde auf der Leistungsschau der London Horticultural Society im Frühjahr 1850 ausgestellt und erhielt die Große Silbermedaille zuerkannt. Damals wie heute wurde sie als eine der großartigsten und bemerkenswertesten Pflanzen im Anbau angesehen, ihr wachsender Ruhm ermutigte Gartenenthusiasten mehr Pflanzen in der Wildnis zu suchen und zu sammeln. Veitch suchte deren Anstrengungen zu vereiteln und sein Geheimnis zu bewahren, indem er berichtete, dass er die Pflanze auf der Insel Java in Indonesien gefunden hätte. Wir wissen nunmehr, dass sein Bericht falsch war; die Kapa-kapa ist auf den Philippinen endemisch.
Medinilla magnifica gewinnt als Zierpflanze immer größere Beliebtheit.
Die Früchte sind nicht essbar.

## Bedeutung in Belgien
Der ehemalige belgische König Baudouin I., ein großer Verehrer schöner Pflanzen, ließ die Medinilla in den königlichen Gewächshäusern züchten.
Die Medinilla zierte auch die Rückseite der belgischen 10.000 Franc Banknoten.

## Medinilla magnificaals Zimmerpflanze

### Standort
Die Medinilla bevorzugt einen hellen Standort. Ab November bis zum Frühjahrsbeginn erträgt sie auch direktes Sonnenlicht, ebenso morgens und abends. In den übrigen Jahreszeiten muss sie vor direkter Sonneneinstrahlung geschützt werden.

### Temperatur
Für diese Pflanze ist eine Temperatur zwischen 16 und 25 °C ideal. Vor allem im Wurzelbereich darf die Temperatur nicht unterschritten werden, da ansonsten – insbesondere in Kombination mit Lichtmangel und zu feuchter Erde – Blattverlust und Schädlingsbefall (Schild- und Wollläuse) drohen. Nach der Blütephase und der vollständigen Ausbildung neuer Blätter muss die Pflanze an einen kühleren Ort (16 bis 18 °C) gestellt werden, damit sich an den Blattachseln neue Blütenknospen bilden können. Sobald sich diese zeigen, kann sie an den wärmeren Platz zurückgebracht werden, um die Ausbildung der Blüten zu begünstigen. Danach sollte die Pflanze nicht mehr gedreht oder bewegt werden.

### Wasser
Die Medinilla soll mäßig, nach Möglichkeit mit enthärtetem Wasser in Zimmertemperatur, gegossen werden. Sie benötigt eine gleichmäßige Bodenfeuchtigkeit, ist aber sehr empfindlich gegen Staunässe. Im Sommer benötigt sie bei großer Hitze mehr Wassergaben (eventuell ein Tauchbad vornehmen und abtropfen lassen). Überschüssiges Wasser im Untersatz darf dabei nicht stehen gelassen werden. Bei Übertöpfen kann die Staunässe schwerer kontrolliert werden. Die Medinilla liebt es jedoch, öfter mit einer Sprühflasche benetzt zu werden, da es die Luftfeuchtigkeit im Wolkenwald simuliert. Während der zwei- bis dreimonatigen, angedeuteten Ruhezeit im Winter darf etwas sparsamer gegossen werden.

### Düngen
Im Normalfall reicht es aus, dem Wasser einmal pro Monat Pflanzendünger beizumischen. Nach der Blüte kann auch alle zwei Wochen gedüngt werden, da die Pflanze in dieser Phase neue Triebe ausbildet. Die Erde sollte locker, reich an Humus (pH-Wert um 5,5) und mit Grobteilen, etwa Fasertorf, angereichert werden.

### Rückschnitt und Umtopfen
Nach der Blütephase empfiehlt es sich, die verwelkten Blüten unten am Ansatz abzuschneiden. Wo zuvor Blüten saßen, werden jetzt neue Blätter gebildet.
Man kann sie grundsätzlich das ganze Jahr über umtopfen. Es genügt in der Regel, dies etwa alle zwei Jahre zu tun. Während der Blütephase könnten jedoch die fragilen Blüten beschädigt werden. Beim Umtopfen im Frühjahr können einzelne verkahlte Triebe bis zum ersten Blattknoten, zu groß gewordene, ältere Pflanzen bis ins ältere Holz zurückgeschnitten werden. Im letzteren Falle können dabei auch die Wurzelballen verkleinert werden.

### Vegetative Vermehrung
Eine Medinille vegetativ zu vermehren kann auf folgende Art und Weise erfolgen:
- Die erste Möglichkeit besteht in der Gewinnung von Kopfstecklingen, die im Januar oder Februar geschnitten werden. Die Stecklinge haben nur im Vermehrungsbeet, bei zusätzlicher Gabe von Bewurzelungspräparaten (Bewurzelungshormonen), bei sehr viel Wärme (30–35 °C) und extrem hoher Luftfeuchtigkeit eine Chance zur Bildung von Wurzeln.

- Die zweite Möglichkeit besteht in der Methode des Abmoosens von März bis April.